# Butterfly (álbum de Kimiko Kasai)
Butterfly (en japonés: バタフライ, batafurai) es un álbum de jazz-funk de la cantante japonesa Kimiko Kasai con el pianista/tecladista estadounidense Herbie Hancock, grabado en octubre de 1979 en Tokio, Japón, y producido por Hancock.
Lanzado en 1979, Butterfly es la reinterpretación de algunas composiciones del músico estadounidense, la mayoría publicadas como instrumentales en otros álbumes de la misma década, pero esta vez acompañadas con letras vocalizadas por Kasai.
Butterfly estuvo disponible solamente en Japón por varios años, tanto en formato LP como en CD, hasta su relanzamiento en 2018 bajo el sello Be With Records  en el Reino Unido.

## Antecedentes y grabación
Kimiko Kasai debutó como cantante de jazz a mediados de los años 60 en su natal Japón, interpretando estándares con elementos de jazz fusión para adquirir mayor popularidad. En los años 70 ya estaba consagrada como una de las cantantes más importantes del género en su país, y en 1979 contaba con catorce trabajos discográficos, colaborando con artistas claves del jazz como Kosuke Mine, Mal Waldron, Hiroshi Kamayatsu, Gil Evans, Oliver Nelson, Cedar Walton, Lee Konitz y Stan Getz.
Herbie Hancock inició su carrera como pianista y compositor en 1961, destacándose en el hard bop y el modal jazz. En la década de los 70 empieza a involucrarse en géneros más experimentales, como el free jazz, jazz fusión y avant-garde jazz, destacándose sus álbumes Mwandishi (1971), Crossing (1972) y Sextant (1973). El mismo año, con el lanzamiento de Head Hunters, provoca una revolución en el jazz, convirtiéndose en una figura clave del jazz-funk, estilo en el que se mantendría experimentando por varios años.
En octubre de 1979, y gracias al exclusivo contrato de Kasai con CBS/Sony firmado en 1972, que le permitió trabajar con músicos estadounidenses, se lleva a cabo la reunión entre la cantante y el pianista en Tokio, para las grabaciones de Butterfly.
En una entrevista con Kasai, la cantante comentó: «la selección de canciones la hicimos el director/productor de Sony, David Rubinson, Herbie y yo en ese momento. Originalmente, la banda de Herbie tenía una actuación en Japón, y surgió la grabación en Japón. Afortunadamente, tuvimos la oportunidad de tocar música juntos. Por no hablar del esplendor de la música, recuerdo mi piel de gallina con rica expresividad. Era una persona muy espiritual y adoraba la religión en la que creía. ¡Todavía estoy agradecida por esa buena suerte!»
Butterfly es el tercer álbum de Hancock grabado en Japón, después de Directstep y The Piano, lanzados también en 1979.

## Contenido
Butterfly contiene seis composiciones de Hancock lanzadas en álbumes previos, más dos versiones, "Head in the Clouds" de Graselli y Malanet, y "As" de Stevie Wonder.
"I Thought It Was You" fue compuesta por Hancock, Melvin Ragin y Jeffrey Cohen en 1978 para el álbum Sunlight. En su versión original, Hancock vocalizó esta canción apoyado de un vocoder.
"Tell Me a Bedtime Story" apareció como instrumental en Fat Albert Rotunda en 1969. Las letras fueron escritas por Jean Hancock, hermana del pianista.
"Head in the Clouds" es una balada de medio tiempo escrita por Diana Graselli y M. Malanet.
"Maiden Voyage" es una de las composiciones más conocidas de Hancock, lanzada en el álbum del mismo nombre en 1965, y se convirtió en uno de los estándares de jazz más populares. Una de las primeras versiones con letras, escritas por Jean Hancock, fue grabada por Mark Murphy en su disco Sings de 1975.
"Harvest Time" es una balada de jazz en piano, lanzada en el álbum The Piano. Este álbum también fue grabado y lanzado exclusivamente en Japón, un año antes de Butterfly. Las letras fueron aportadas por Jean Hancock.
"Sunlight" es la segunda composición del álbum homónimo versionada en el disco. Al igual que "I Thought It Was You", fue vocalizada por Hancock con respaldo de vocoder.
"Butterfly" fue escrita por Hancock y Bennie Maupin en 1974, y apareció por primera vez en el álbum Thrust. Fue grabada en vivo en 1975 en el disco Flood, y una segunda versión se realizó para el álbum Directstep, grabado en 1978 y lanzado en 1979 en Japón.
"As" es una canción escrita, producida e interpretada por Stevie Wonder de su álbum de 1976 Songs in the Key of Life. Las letras implican que el amor que el cantante tiene por su pareja nunca disminuirá, ya que dice que la amará hasta que lo físicamente imposible se haga realidad. A diferencia del resto del álbum, "As" tiene un sonido más soul.

## Carátula
La carátula de Butterfly es una fotografía de Kasai, degradada en escala de azules.
El director de arte y la fotografía estuvo a cargo de Kazumi Kurigami.

## Recepción crítica
Chris May de All About Jazz comentó: «esto no es jazz-funk revolucionario, como lo fueron Head Hunters de Hancock (CBS, 1973) y Future Shock (CBS, 1983). Es música con la que calmas una o dos cejas fruncidas. Hay elegantes contribuciones de Hancock, Maupin en saxofones soprano y tenor y Webster Lewis en órgano y piano acústico. El trío flota sobre suntuosos ritmos de Jackson, Summers, el guitarrista Ray Obiedo y el batería Alphonse Mouzon. Junto con los original de Hancock, algunos con letras escritas por la hermana de Hancock, Jean, el álbum incluye "As" de Stevie Wonder y "Head in the Clouds" de Graselli & Malanet. No hay ningún problema en el álbum. Las pistas destacadas incluyen la conmovedora canción que da título al álbum y "Sunlight", las baladas "Maiden Voyage" y "Harvest Time", y "As" de Wonder.» De un total de cinco estrellas posibles, May le otorgó cuatro.
Con motivo del relanzamiento del álbum en 2018 bajo el sello Be With Records, Anton Spice de The Vinyl Factory comentó: «Una obra maestra pasada por alto de los años del jazz-funk eléctrico de Herbie Hancock (...) grabado en Tokio y lanzado en 1979, presenta una colección de reinterpretaciones sedosas de Kasai, desde el propio monstruo disco de Herbie Hancock "I Thought It Was You", y una suave reelaboración de "Sunlight", hasta la balada bañada por el sol "Butterfly", y una versión burbujeante del atemporal "As" de Stevie Wonder.»

## Legado
En la edición de septiembre del 2014, Anton Spice de The Vinyl Factory seleccionó a Butterfly en el 7.º puesto en la lista "Electric Herbie: 15 discos esenciales de Herbie Hancock de la era del funk", agregando: «la pista que da título al álbum en sí es lo más destacado, a la altura con las baladas de verano dichosamente colocadas en la vena de Roy Ayers. La versión de "As" de Stevie Wonder, con coros de vocoder, también es extraña y notable.»

### Reedición
En 1997 se editó la primera versión en CD del álbum por Sony Records, y después de años de negociaciones para ser editado fuera de Japón, el 20 de abril de 2018 fue lanzado en versión LP bajo el sello Be With Records en Reino Unido. Las notas de álbum del relanzamiento señalan: «debido a su estado súper raro como un lanzamiento exclusivo para Japón, esta exquisita colección de versiones nunca obtuvo el reconocimiento que merecía en ese momento, a pesar de las actuaciones increíblemente inspiradas de Kimiko, Herbie y los músicos sumamente talentosos reunidos para el proyecto. Desde el baterista celestial Alphonse Mouzon y el renombrado organista Webster Lewis hasta el bajista Paul Jackson, Bennie Maupin y el maestro percusionista Bill Summers, los legendarios intérpretes crearon versiones vocales asombrosamente buenas del jazz-funk de The Headhunters de Herbie.» Esta reedición mantuvo la carátula y diseño de la versión original.

## Lista de canciones

### Versión LP
- Lado A

| N.º | Título                    | Escritor(es)                                  | Título en japonés                        | Duración |  |
| 1.  | «I Thought It Was You»    | Herbie Hancock · Jeffrey Cohen · Melvin Ragin | アイ・ソウト・イット・ワズ・ユー         | 7:10     |  |
| 2.  | «Tell Me a Bedtime Story» | H. Hancock · Jean Hancock                     | テル・ミー・ア・ベッドタイム・ストーリー | 5:11     |  |
| 3.  | «Head in the Clouds»      | Diana Graselli · M. Malanet                   | ヘッド・イン・ザ・クラウズ               | 3:40     |  |
| 4.  | «Maiden Voyage»           | H. Hancock · J. Hancock                       | 処女航海                                 | 7:25     |  |

- Lado B

| N.º | Título         | Escritor(es)               | Título en japonés    | Duración |  |
| 5.  | «Harvest Time» | H. Hancock · J. Hancock    | ハーヴェスト・タイム | 4:55     |  |
| 6.  | «Sunlight»     | H. Hancock                 | サンライト           | 6:15     |  |
| 7.  | «Butterfly»    | H. Hancock · Bennie Maupin | バタフライ           | 6:13     |  |
| 8.  | «As»           | Stevie Wonder              | As （永遠の誓い）    | 6:16     |  |

### Versión CD
La versión en CD fue editada por Sony Records y lanzada el 21 de septiembre de 1997 en Japón.
| N.º | Título                    | Escritor(es)                                  | Duración |  |
| 1.  | «I Thought It Was You»    | Herbie Hancock · Jeffrey Cohen · Melvin Ragin | 7:10     |  |
| 2.  | «Tell Me a Bedtime Story» | H. Hancock · Jean Hancock                     | 5:11     |  |
| 3.  | «Head in the Clouds»      | Diana Graselli · M. Malanet                   | 3:40     |  |
| 4.  | «Maiden Voyage»           | H. Hancock · J. Hancock                       | 7:25     |  |
| 5.  | «Harvest Time»            | H. Hancock · J. Hancock                       | 4:55     |  |
| 6.  | «Sunlight»                | H. Hancock                                    | 6:15     |  |
| 7.  | «Butterfly»               | H. Hancock · Bennie Maupin                    | 6:13     |  |
| 8.  | «As»                      | Stevie Wonder                                 | 6:16     |  |

## Personal

### Producción
- Producido por Herbie Hancock y David Rubinson para Sony Music Entertainment Japan (CBS/Sony).
- Ingeniería (grabación): Brian Bell, Fred Catero y Tomoo Suzuki
- Mezcla de audio: David Rubinson y Fred Catero
- Masterización: Eiji Taniguchi
- Re-masterización: Kouji Suzuki, Toshiya Horiuchi
- Asistente de ingeniería: Hirohiko Yamanaka y Mikio Takamatsu
- Notas de álbum: Koji Murai
- Dirección de arte y fotografía: Kazumi Kurigami
- Diseño: Yasuo Ohmichi
- Grabado en CBS/Sony Roppongi Studio, Tokio, octubre de 1979

### Músicos
- Kimiko Kasai - voz y corista
- Herbie Hancock - piano eléctrico (piano Rhodes), sintetizador (Oberheim, Prophet, Yamaha CS-80, Minimoog, ARP String Ensemble), clavinet, vocoder, corista
- Bennie Maupin - saxofón soprano, saxofón tenor
- Webster Lewis - piano, órgano (Hammond B-3), piano eléctrico (piano Rhodes), sintetizador (Yamaha CS-80, Prophet, Multimoog, ARP String Ensemble)
- Paul Jackson - guitarra bajo
- Bill Summers - percusión
- Ray Obiedo - guitarra
- Alphonse Mouzon - batería
- Mari Kaneko - corista
- Yuka Kamebachi - corista